# Trypoxylon minus
Trypoxylon minus är en stekelart som beskrevs av De Beaumont 1945. Trypoxylon minus ingår i släktet Trypoxylon, och familjen Crabronidae. Arten är reproducerande i Sverige.